# Aderus ramicornis
Aderus ramicornis is een keversoort uit de familie schijnsnoerhalskevers (Aderidae). De wetenschappelijke naam van de soort werd in 1901 gepubliceerd door Maurice Pic.